# Charles Monro, I baronetto
Charles Carmichael Monro, I baronetto (15 giugno 1860 – Westminster, 7 dicembre 1929), è stato un generale britannico.

## Biografia
Educato alla Sherborne School e poi alla Royal Military Academy Sandhurst, Monro divenne ufficiale del 2nd Regiment of Foot nel 1879. Egli prestò servizio nella seconda guerra boera e fu presente alla battaglia di Paardeberg avvenuta nel 1900. Nel 1907 venne nominato comandante della 13ª brigata fanteria di Dublino e nel 1912 divenne generale comandante della 2ª divisione "Londra".
Partecipò ai combattimenti in Francia al comando della 2ª divisione fanteria all'inizio della prima guerra mondiale e giocò un ruolo importante nella prima battaglia di Ypres. Nel dicembre del 1914 divenne il comandante del I corpo d'armata e quindi dal luglio del 1915 passò alla testa della 3ª armata. Verso la fine della campagna di Gallipoli, il generale Ian Hamilton venne dimesso dall'incarico di comandante in capo della Mediterranean Expeditionary Force nell'ottobre 1915 e fu scelto Charles Monro per rimpiazzarlo, il quale ordinò l'evacuazione delle truppe da Gallipoli. Nel 1916 Monro ebbe per breve tempo il comando della 1ª armata sul fronte occidentale prima di divenire Comandante in Capo per l'India sul finire dell'anno. Nel 1923 venne nominato Governatore di Gibilterra.
Monro morì nel 1929 e venne sepolto nel Brompton Cemetery di Londra.